# Sultan Omar Ali Saifuddien College
Sultan Omar Ali Saifuddien College (malaiisch Maktab Sultan Omar Ali Saifuddien, SOASC) ist eine staatliche weiterführende Jungenschule in Bandar Seri Begawan, der Hauptstadt von Brunei. Es ist die älteste weiterführende Schule im Land. Sie hat fünf Schuljahre und bietet die Abschlüsse General Certificate of Education (GCE 'O' Level) und IGCSE.

## Name
Die Schule wurde nach Omar Ali Saifuddin III. benannt, dem 28. Sultan von Brunei.

## Geschichte
Das Sultan Omar Ali Saifuddien College wurde am 15. Oktober 1951 gegründet. Zur Zeit der Gründung wurde die Schule Brunei Town Government English School genannt und diente als Englische Preparatory School. Es war auch die erste staatliche Schule im Land, welche Bildung in Englisch anbot. Die Schule wurde 1955 umbenannt.
Die Schule begann 1953 mit der Form I (Weiterführende Klasse 1) 1957 hatte die Schule alle fünf Jahresstufen und bot erstmals die Cambridge Overseas School Certificate Examination, einen Vorgänger des GCE 'O' Level für die Schüler der Form V an.
Sie ist eine von drei monoedukativen Jungenschulen im Land. Die anderen beiden sind die Muda Hashim Secondary School und die Ma‘had Islam Brunei.
Der britische Schriftsteller Anthony Burgess lehrte 1959 an der Schule.

## Akademische Ausrichtung
Die weiterführende Bildung an der Schule dauert fünf Jahre, beginnend mit Schuljahr 7. Am Ende des Schuljahres 11 legen die Schüler die GCE 'O' Level und/oder IGCSE Examination ab. Danach können die Schüler weitergehen zur Sixth Form, wo sie die A Level-Examination ablegen können. Alternativ können sie auch Vocational Education (Handwerkliche Ausbildung) am Institute of Brunei Technical Education oder anderen Ausbildungsstätten einschlagen.

## Alumni
- Hassanal Bolkiah (* 1946), Sultan von Brunei[1]
- Abu Bakar Apong (* 1948), Politiker[5][6]
- Hayati binti Mohd Salleh, Rechtsanwältin[7]
- Salbiah binti Sulaiman (* 1952), Politikerin[8]
- Goh King Chin (* 1943), Geschäftsmann und Politiker[6][9]
- Eusoff Agaki Ismail (* 1949), Politiker[6]
- Ong Tiong Oh (* 1953), Geschäftsmann und Politiker[10]